# Centro (Nilópolis)
O Centro é um bairro do município brasileiro de Nilópolis, no Estado do Rio de Janeiro, no Brasil. 
Faz limites com os bairros de Nova Cidade, Novo Horizonte, Tropical, Manoel Reis, Nossa Senhora de Fátima, Olinda, Frigorífico e Santos Dumont.

## Delimitação
Começa no encontro da Via Férrea com a Rua Dr. Manoel Reis. O limite segue pelos eixos dos seguintes logradouros: Rua Dr. Manoel Reis; Rua Pracinha Wallace Paes Leme; Estrada Vereador Luiz Ribeiro; Canal Peri-Peri; Rua Rubens dos Reis Sales; Estrada Antônio J. Bittencourt; Rua Vereador José Fortes; Estrada Gal. Mena Barreto; Rua Rodrigues Alves; Estrada Dos Expedicionários e Via Férrea, até o ponto inicial.

## Geografia
O bairro tem, como avenida principal, a Mirandela.

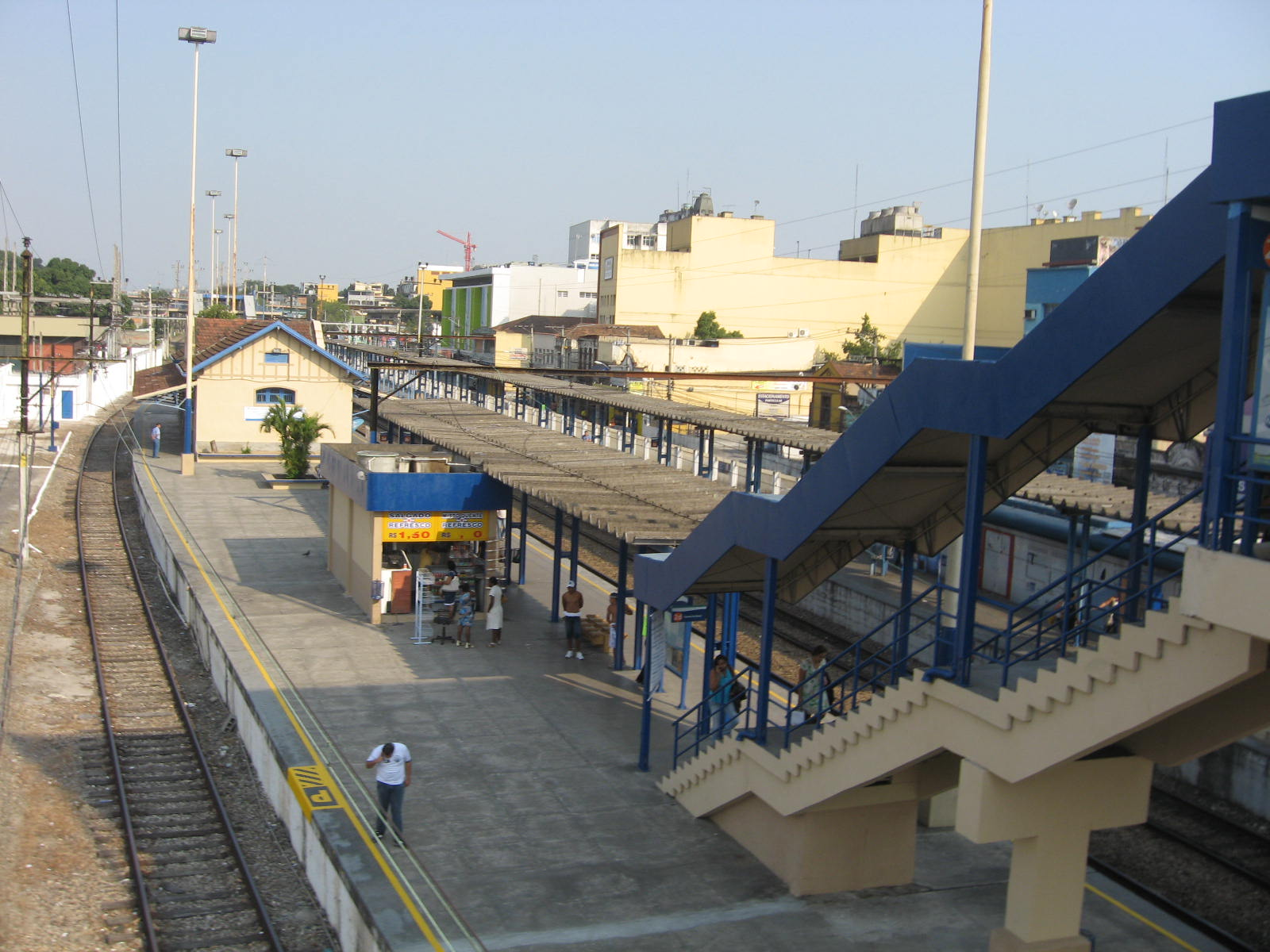
Estação Ferroviária de Nilópolis em 2010

O começo dessa Avenida se dá ao final de um passeio, o famoso Calçadão de Nilópolis, onde hoje existem várias lojas, como a lanchonete McDonald's, esse se encontrava em obras desde a posse do prefeito Sergio Sessim em 2009 (na gestão do prefeito Farid Abraão David houve obra como essa e curiosamente o secretário de obras era o próprio Sergio), para provavelmente findar-se no final do mandato visando as eleições municipais, obra essa que, quando chove alaga um tradicional local de comércio onde transitam e trabalham diversas pessoas que ficam ilhadas até que passe a chuva. Em agosto de 2013 (já com a posse do atual prefeito Alessandro Calazans) foi inaugurado o calçadão já com alguns erros do projeto original solucionado, mas o calçadão continua alagando com há fortes chuvas. O atual prefeito vem tentando solucionar os erros ainda existentes do projeto original da reforma do calçadão.
Há ainda as tradicionais lojas de tecidos, grifes de roupas, eletrônicos e as de renome nacional, como as Casas Bahia. Ao longo da Avenida Mirandela existem desde lojas de departamentos a simples bares, conhecidos como "botecos".
Desde a década de 1990 há uma tendência para a construção de prédios residenciais ao longo da avenida principal.
Na área central do município há algumas ruas importantes, como a Rua Pedro Álvares Cabral, que são diferenciadas por conterem algum serviço público ou de relevância. Lá encontramos a Prefeitura Municipal (no prédio do antigo Fórum, que agora se encontra na Avenida Getúlio Vargas). Esta também é conhecida por ser a rua da antiga delegacia (onde agora se encontra o conselho tutelar do município, a nova delegacia se encontra na Rua dos Expedicionários no bairro Cabuís).
No Centro de Nilópolis também está localizada a quadra da escola de samba Beija-Flor.

## História
A história do Centro de Nilópolis é profundamente ligada à história do próprio município em si.
Em 2015, durante o mandato do prefeito Alessandro Calazans, o túnel do Centro de Nilópolis sofreu um processo de revitalização.

## Distrito
O Centro é sede do 1.º Distrito, o distrito-sede que conta ainda com 7 bairros: Centro, Nova Cidade, Frigorífico, Novo Horizonte, Santos Dumont, Nossa Senhora de Fátima e Tropical.